# Team Envy
Team Envy (dawniej znane jako Team EnVyUs) – amerykańska organizacja e-sportowa, założona 19 listopada 2007 roku w Dallas. Jest własnością Envy Gaming. Envy posiada zespoły w takich grach jak: Counter-Strike: Global Offensive, Overwatch oraz Super Smash Bros. W przeszłości miała sekcje w: League of Legends, Dota 2, Call of Duty, Gears of War, Halo, SMITE czy też Rocket League.

## Counter-Strike: Global Offensive
Team Envy weszło na scenę CS:GO, 2 lutego 2015 roku, kiedy przejęło skład organizacji Team LDLC. W marcu 2015 Envy zajęło 3/4 miejsce na ESL One Katowice 2015, gdzie przegrało z Ninjas in Pyjamas wynikiem 2:0. W tym samym miesiącu, sięgneli po swoje pierwsze zwycięstwo, jakim było Gfinity Spring Masters. 21 czerwca 2015 Envy na mocy porozumienia z Titan, sprzedało shox'a oraz SmithZz'a w zamian za kennyS’a i apEX’a. Dzięki tej zmianie, Envy znalazło się na samym szczycie sceny e-sportowej CS:GO, wygrywając major DreamHack Open Cluj-Napoca 2015 po pokonaniu Natus Vincere w finale. Po atakach terrorystycznych w Paryżu w listopadzie 2015 roku, Envy wycofała się z IEM San Jose z powodu obaw o bezpieczeństwo podróży.
W marcu 2016 roku, po zdobyciu 11/12 miejsca na IEM Katowice 2016, Envy postanowiło wprowadzić zmiany. Za kioShiMę, w głównym składzie znalazł się DEVIL. Niestety, okazało się to nieskuteczne. Dlatego w październiku 2016 roku SIXER dołączył do głównego składu za DEVIL’a. 15 stycznia 2017 zespół wygrał WESG 2016, wygrywając 800 tysięcy dolarów.
W lutym 2017 kennyS i NBK odeszli i dołączyli do G2 Esports. 20 czerwca 2018 roku Envy ogłosiło, że organizacja odchodzi ze sceny CS:GO. 27 września tego samego roku, Envy przejęli skład ex-Splyce.

### Obecny skład

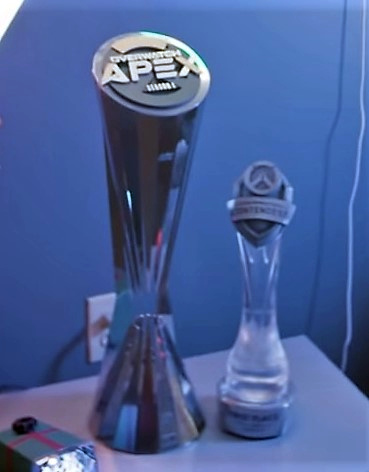
Trofea zespołu Overwatch

Źródło:.
| Kraj              | Nick  | Imię i nazwisko | Data dołączenia  |
| ----------------- | ----- | --------------- | ---------------- |
| Stany Zjednoczone | Nifty | Noah Francis    | 27 września 2018 |
| Stany Zjednoczone | ryann | Ryan Welsh      | 27 września 2019 |
| Turcja            | Calyx | Buğra Arkin     | 31 stycznia 2020 |
| Polska            | MICHU | Michał Müller   | 31 stycznia 2020 |
| Kanada            | moose | Kaleb Jayne     | 31 stycznia 2020 |

### Osiągnięcia
Źródło:.
- 3/4 miejsce – ESL One Katowice 2015
- 1 miejsce – Gfinity Spring Masters 1
- 1 miejsce – StarLadder StarSeries XII
- 2 miejsce – DreamHack Open Tours 2015
- 2 miejsce – StarLadder StarSeries XIII
- 1 miejsce – Gfinity Masters Summer 1
- 3/4 miejsce – ESWC 2015
- 1 miejsce – Intel Extreme Masters Season X – gamescom
- 2 miejsce – ESL One Cologne 2015
- 1 miejsce – DreamHack Open London 2015
- 1 miejsce – Gfinity Champion of Champions
- 2 miejsce – Counter Pit League
- 1 miejsce – DreamHack Open Cluj-Napoca 2015
- 3/4 miejsce – ESL ESEA Pro League Season 2 – Finals
- 2 miejsce – Red Dot Invitational
- 3/4 miejsce – StarLadder i-League StarSeries XIV
- 1 miejsce – Global eSports Cup – Season 1
- 3/4 miejsce – DreamHack Masters Malmö 2016
- 3/4 miejsce – DreamHack Open Bucharest 2016
- 1 miejsce – Gfinity CS:GO Invitational
- 3/4 miejsce – Esports Championship Series Season 2 – Finals
- 1 miejsce – World Electronic Sports Games 2016'
- 3/4 miejsce – DreamHack Open Valencia 2017
- 1 miejsce – DreamHack Open Atlanta 2017
- 5/8 miejsce – ELEAGUE CS:GO Premier 2017
- 2 miejsce – Europe Minor Championship – Boston 2018
- 3/4 miejsce – DreamHack Open Winter 2017
- 3/4 miejsce – CS:GO Asia Championships 2018
- 3 miejsce – Americas Minor Championship – Katowice 2019

## Call of Duty
Dywizję w Call of Duty, Envy założyło w 2007 roku. W 2019 roku Envy utraciło skład, przez co dywizja Call of Duty została rozwiązana.

### Osiągnięcia
Źródło:.
- 5/6 miejsce – Call of Duty World League Championship 2018
- 4 miejsce – CWL London 2019
- 9/10 miejsce – CWL Pro League 2019
- 13/16 miejsce – CWL Championship 2019

## Overwatch
Drużyna weszła na scenę Overwatch’a w lutym 2016 roku, wykupując skład Team Hubris. Zespół wygrał 1 sezon OGN Overwatch APEX w Seulu w Korei Południowej. 20 września 2017 Blizzard oficjalnie ogłosił, że Envy Gaming nabyło pozycję franczyzową w Overwatch League.

### Obecny skład
Źródło:.
| Kraj              | Nick      | Imię i nazwisko   | Data dołączenia |
| ----------------- | --------- | ----------------- | --------------- |
| Stany Zjednoczone | Fire      | Anthony King      | 2 lipca 2018    |
| Kanada            | Crimzo    | William Hernandez | 2 lipca 2018    |
| Wielka Brytania   | numlocked | Seb Barton        | 15 lipca 2019   |
| Islandia          | Hafficool | Hafþór Hákonarson | 22 lipca 2019   |

### Osiągnięcia
Źródło:.
- 1 miejsce – Alienware Monthly Melee: June
- 1 miejsce – OG Invitational
- 1 miejsce – Operation Breakout
- 1 miejsce – BEAT Invitational – Season 1
- 1 miejsce – iBUYPOWER Invitational 2016 – Summer
- 1 miejsce – Alienware Monthly Melee: July
- 1 miejsce – BTS Overwatch Cup
- 3/4 miejsce – 2016 ESL Overwatch Atlantic Showdown – Gamescom
- 2 miejsce – Overwatch Open
- 1 miejsce – Overwatch APEX Season 1
- 1 miejsce – Major League Gaming Vegas 2016
- 2 miejsce – Overwatch Rumble – April
- 4 miejsce – Overwatch APEX Season 3
- 1 miejsce – Overwatch Contenders 2017 Season 1: North America
- 1 miejsce – Overwatch Contenders 2019 Season 1: North America West
- 2 miejsce – Overwatch Contenders 2019: Atlantic Showdown
- 1 miejsce – Overwatch Contenders 2019 Season 2: North America West

## Finanse
W marcu 2017 roku ujawniono, że zanim John Brock został dyrektorem biznesowym Team Envy, zainwestował w zespół siedmiocyfrową sumę. 18 września 2017 r. właściciel zespołu Envy, Mike „Hastr0” Rufail, potwierdził, że organizacja zabezpieczyła inwestycję wartą miliony dolarów od Hersh Interactive Group. Umowa obejmowała Hersh jako strategicznych partnerów organizacji, podczas gdy Hastr0 pozostałby głównym właścicielem i operatorem zespołu. W listopadzie 2017 roku Team Envy podpisał wielomilionową i wieloletnią umowę z siecią restauracji Jack in the Box.

## Nagrody i nominacje
- 21 listopada 2016 roku Envy zostało drużyną e-sportową roku według ESports Industry Awards 2016[23].
- 19 marca 2016 roku Envy zostało nominowane do najbardziej wartościowego zespołu e-sportowego według SXSW Gaming Awards 2016[24].